# Ambia albiflavalis
Ambia albiflavalis är en fjärilsart som beskrevs av George Francis Hampson 1917. Ambia albiflavalis ingår i släktet Ambia och familjen Crambidae. Inga underarter finns listade i Catalogue of Life.